# Angel Cop
Angel Cop (яп. エンゼルコップ Эндзэру коппу, «Ангел-полицейский») — OVA-сериал режиссёра Итиро Итано, выпущенный D.A.S.T. и Studio 88 в 1989—1994 годах. Также в 1989 году в журнале Newtype вышла манга-адаптация Таку Китадзаки, переизданная Kadokawa Shoten в 1990 году. Аниме содержит насилие, теорию заговора, антиамериканизм и антисемитизм.

## Сюжет
Япония, конец XX века. В экономически процветающей стране активно действуют террористические организации, главной из которых выступает ультралевая группировка «Красный май». Для борьбы с этой угрозой правительство создало «Специальные силы безопасности», имевшие особые полномочия («лицензию на убийство»). В отряде, где служит Исаму Саката (кодовое имя «Райдэн»), появляется новый боец «Ангел», она же Ё Микава, предпочитающая гонки на мотоциклах, крупный калибр и быстрые решения. Во время погони за лидером террористов Татихарой, «Райдэн» получает серьезное ранение и вынужден согласиться на предложение учёного Министерства обороны Японии Итихары стать киборгом. Далее почти весь «Красный май» оказывается уничтожен загадочной группой охотников со сверхъестественными способностями. Татихара рассказывает, что на самом деле ликвидаторами манипулирует тайная фракция в правительстве. Чтобы не допустить разоблачения, еврейско-американские заговорщики отдают приказ о роспуске сил безопасности. Шеф Таки подвергается пыткам, а его заместитель «Кувата» погибает. Выясняется, что во главе заговора стоит губернатор Токио Маисака, а его помощником является начальник Бюро общественной безопасности столичной полиции Тогава.
Люцифер, лидер охотников, нападает и убивает сотрудников сил безопасности «Peace», «Хакера», а также Татихару. Позже выясняются планы заговорщиков — превратить Японию в свалку радиоактивных отходов. Охотники Асура и Фрейя решают остановить это. Люцифер уничтожает предателей вместе с Итихарой. «Ангел» в экзоскелете побеждает врага благодаря самопожертвованию «Райдэна». Таки сбегает из заточения и оставляет Маисаке прощальный подарок, который взрывает его.

## Роли озвучивали
| Актёр            | Роль                     |
| ---------------- | ------------------------ |
| Мика Дои         | Ё «Ангел» Микава         |
| Масаси Эбара     | Исаму «Райдэн» Саката    |
| Акио Оцука       | Юдзи «Хакер» Фусэ        |
| Рэй Сакума       | Рэйка «Peace» Ёгава      |
| Микио Тэрасима   | Масуми «Кувата» Хиракава |
| Кэндзи Уцуми     | шеф Каисё Таки           |
| Нодзому Сасаки   | Асура                    |
| Юко Мидзутани    | Фрейя                    |
| Кумико Хиронака  | Люцифер                  |
| Коити Китамура   | Итихара                  |
| Осаму Сака       | губернатор Маисака       |
| Тэссё Гэнда      | начальник Тогава         |
| Тосихико Сэки    | Татихара                 |
| Хадзимэ Косэки   | Такэси Суяма             |
| Хидэнари Угаки   | командир подразделения   |
| Киёюки Янада     | командир Танго           |
| Масааки Ядзима   | рассказчик               |
| Такума Судзуки   | сотрудник                |
| Тоcихару Сакураи | Дельта-1                 |

## Список серий
| № | Название                                         | Премьера в Японии    |
| - | ------------------------------------------------ | -------------------- |
| 1 | Special Security Force «Tokushu Kōan» (特殊公安) | 1 сентября 1989 года |
| 2 | The Disfigured City «Henbō Toshi» (変貌都市)     | 21 декабря 1989 года |
| 3 | The Death Warrant «Massatsu Shirei» (抹殺指令)   | 11 февраля 1990 года |
| 4 | Pain «Itami» (痛み)                              | 20 мая 1994 года     |
| 5 | Wrath of the Empire «Gekirin» (逆鱗)             | 20 мая 1994 года     |
| 6 | Angel «Tenshi» (天使)                            | 20 мая 1994 года     |

## Выпуск на видео
Angel Cop сначала вышел в Японии на VHS, далее в 2000—2001 годах на 3 DVD от At Entertainment. Новый комплект был выпущен Showgate (Hakuhodo DY Music & Pictures) в 2006 году.
В США Angel Cop: The Collection издала Manga Entertainment в 2000 году. Формат — 1,33:1 (4:3), звук — японский и английский Dolby Digital 2.0. Цвета кажутся приглушёнными, что может быть стилистическим выбором создателей. Анимация тёмная по тону, с ощущением подавляющей городской замкнутости и тесноты. На плёнке заметны отметины и царапины, небольшие артефакты на фоне, а также зернистость, но они незначительны и не слишком отвлекают. В целом видео 1989 года на удивление хорошее и смотрибельное. Ввиду стабильного качества, для домашнего кинотеатра установлен режим 1. Диалоги чистые и понятные, без каких-либо искажений, шипения и провалов. Хотя стерео никого не поразит (воспроизведение в основном из центрального канала, а музыка и эффекты через фронтальные колонки), дорожка звучит вполне прилично и помогают передать атмосферу, когда это необходимо. Но была проблема с субтитрами. В большинстве случаев они не соответствуют разговорному английскому и часто далеки от действительности. Дубляж определённо имеет рейтинг R, с ругательствами как в типичном голливудском боевике, но субтитры, за некоторыми исключениями, могут быть оценены как PG. Дополнительные материалы включают каталог, превью, трейлеры и ссылки издателя и фан-клуба Manga 2000, но к Angel Cop вообще ничего нет. Всё носит исключительно рекламный характер для DVD-продукции. Меню довольно простое, без анимации и музыки. На обложке изображена «Ангел» в плохом настроении. Выпуск получил оценку «Рекомендовано». В Интернете долгое время считали, что сериал никогда не будет выпущен в США на японском языке с субтитрами из-за сильного антиамериканизма. Тестирование осуществлено на HDTV Toshiba TW40X81 40", DVD-проигрывателе Pioneer DV-414, AV-ресивере Sony STR-DE835, с компонентным кабелем Monster и акустической системой Sony.
В 2018 году лицензию приобрела Discotek Media, анонсировав выпуск Blu-ray. Однако это был апскейлинг. В 2022 году появилась ремастированная версия, основанная на оригинальной 35-мм киноплёнке, с новыми субтитрами и дополнительными материалами. Видео представлено в соотношении 1,33:1, а звук в LPCM 2.0.

## Отзывы и критика
Джонатан Клементс и Хелен Маккарти в энциклопедии обратили внимание, что состоящий из затянутых боевых сцен, объединённых с неуклюжими монологами, Angel Cop тратит время на оружие и технику, но оставляет персонажей пустыми и неинтересными. «Мерзкая кровавая баня» от режиссёра Violence Jack Итиро Итано провалилась, несмотря на команду талантов, которые работали над The Vision of Escaflowne, Armitage III и «Кайт — девочка-убийца». Создателю манги Таку Китадзаки было всего 17 лет, когда он продал первый выпуск, прославившись благодаря сходству с «Акирой». Как и следовало ожидать, Angel Cop упрощает результат. Различные военные подразделения красуются своим вооружением, затем их громят псионические суперсолдаты, в то время как сумасшедший учёный безумно кудахчет. Решающая схватка идёт против Люцифера, «ледяного блондина», созданного по образцу Бригитты Нильсен, в чьём сокрушительном поражении «хорошие парни получают подозрительное в этническом отношении удовольствие». Некоторые из высказываний насчёт иностранцев не попали в английский дубляж, хотя оригинальный японский сценарий был более антиамериканский и антисемитский. Есть ироничный хеппи-энд: к моменту выхода Angel Cop Китадзаки уже устал от этого и погрузился в нежный роман Tatoeba Konna Love Song.
На первый взгляд, Angel Cop похож на традиционного «волка-одиночку» из японских преданий, основанных на распространении ронинов в XVII веке. Они перешли в фильмы о сражениях на мечах и якудза. Неудивительно, что трагические черты изгнания закрепились и в аниме. Микава одета в переделанный костюм ронина, она ни с кем не поддерживает близких отношений, в социальном плане — одинокая женщина в мужском мире. Городские полицейские борются с суперпреступностью. Angel Cop также является историей о находчивости человека, сражающегося со сверхмощью. Крутая «Ангел» не выступает аномалией: противоречивый гендерный статус располагает к союзу с преступниками, которые в итоге становятся на её сторону. Фрейя похожа на старинную европейскую куколку XVIII века, предшественницу японской лолиты, с золотыми локонами и бантиками из тафты. Она экстрасенсорная тень призрачного Асуры, истеричного образа женственного металлиста. Они подобны паре обречённых космических любовников. Главный злодей Люцифер — «стероидный кошмар смешения полов» без идентичности. Заклятый враг подталкивает «Ангела» к возможностям, о существовании которых она даже не подозревала. Над всем этим нависает маска театра кабуки, а на четвёртую стену опускается постмодернистский занавес. Angel Cop — «соблазнительный штрих гендерной завесы», натянутой на криминальную драму и кибернетику. Одинокая волчица Микава идёт по этой поверхности как deus ex machina, обнажая то, что скрыто.
Основатель сайта Anime News Network Джастин Севакис в рубрике Buried Garbage признался, что любит Angel Cop, «человеконенавистнический, одурманенный, расистский и параноидальный». Сюжет довольно прост для киберпанк-истории о полицейских. Предполагается, что Япония стала сверхдержавой, и все почему-то хотят напасть на неё. Люцифер пытается выдать себя за Шэрон Стоун. В OVA использована размытая киноплёнка, которая обычно присутствовала в малобюджетных фильмах 1980-х годов. В первой серии заметен почерк аниматора Ясуоми Умэцу (особое внимание движению рук и складкам на лице и одежде). Дизайнером персонажей выступил Нобутэру Юки. В середине сериала был перерыв на несколько лет (вероятно, проблемы с финансированием). Команда Manga Video UK продвигала аниме только для взрослых, чтобы получить рейтинг 18 BBFC, они снабжали дубляжи как можно большим количеством ругательств. Самая примечательная фраза: «Если это справедливость, то я банан». На роль «Ангела» выбрали Шэрон Холм, заменив мрачную напряжённость персонажа словами «fuck» и «piss». С годами дублированный Angel Cop стал образцом фраз, которые заставили бы смутиться даже самого халтурного сценариста фильма категории B. Сериал подобен  «лежачему полицейскому», смешивая некоторые идеи киберпанка с терроризмом и международным заговором. Политические и философские споры к концу занимают большую часть сценария, истощая эмоциональную составляющую истории, сводя большинство разговоров к плохо написанным манифестам о правосудии и национальном суверенитете. В 2018 году аниме можно сделать и на основе конспирологической угрозы Facebook. C академической точки зрения, Angel Cop — «очаровательный трэш».
THEM Anime поставил две звезды из пяти. В манге Таку Китадзаки были изменены несколько ключевых сюжетных моментов и художественное оформление. Если вспомнить Please Save My Earth, то будет понятна идея. Angel Cop не должен был стать плохим. При желании легко представить связанный рассказ о сотрудниках спецслужб, которые раскрывают мировой заговор только для того, чтобы более «крупная рыба» втянула их в столкновение с конкурирующим агентством. Можно назвать это «киборги против экстрасенсов», «королевской битвой» и решать, кто из боссов возглавит теневое правительство Японии. Необходимо добавить пытку водой, несколько хорошо поставленных боевых сцен, сохранить атмосферу напряжённой, захватывающей, тревожной и жёсткой. Именно таким мог быть Angel Cop, если бы создатели не решили в начале проекта, что аудитории явно придётся по душе запекшаяся кровь, дроблёная сталь и взрывы, чем какое-либо социально значимое действие. Очевидно, что режиссёр Итиро Итано и сценарист Нобору «Сё» Аикава хотели как можно больше жестокости и резкости. Это происходит за счёт персонажей, через первые 5 минут становится ясно, что протагонисты — психопаты, стреляющие без разбору. Даже самая «невинная» героиня сжигает заживо несколько человек (девочка Фрейя: «Я не желаю вам зла. А ты виновен и должен умереть!»), так что зрители по умолчанию болеют за «Ангела», у которой хорошая грудь и мотоцикл. Качество анимации среднее для конца 1980-х — начала 1990-х годов, что по современным меркам выглядит устаревшим, особенно в большинстве статичных сцен. Авторы полагаются на множество эффектов взрывов и линии скорости, чтобы замаскировать дефекты. Всё смотрится очень тёмным — даже дневные сцены выглядят приглушёнными. Тем не менее, несколько эпизодов для своего времени были классными, например, бой на мосту в четвёртой серии и часть финального сражения. Дизайн граничит с весельем (особенно смешна одежда охотников как глэм-рокеров). Нет уверенности, является Люцифер женщиной или трансвеститом с грудными имплантатами, отсюда и его/её непоследовательность. Кроме того, поскольку в Японии 1989 года почти все байкеры, это приводит к самой нелепой игре на «слабо» в анимации. Пара запусков ракет напоминает «Цирк Итано» в «Макроссе», но акцент быстро смещается на отвратительный сплэттер (в начале «Ангел» простреливает голову террористке). Асоциальным и женоненавистническим выступает убийство Люцифером полураздетой девушки — просто ещё один тяжёлый рабочий день у создателей.
Как и во многих боевиках тех лет, музыка посредственная. Именно в напряжённый момент музыкальный руководитель решает вставить синтезированный минорный аккорд. Финальная песня, рок-баллада «Itami» («Боль») от Crayon Company, уместна только из-за названия, поскольку исполняется немного фальшиво. Показательно, что самые эффектные и успокаивающие моменты там, где нет фоновой музыки. Какими бы неприятными ни были персонажи, нельзя винить в этом состав сэйю. Мика Дои (Миса Хаясэ из «Макросса») действительно вживается в роль жестокого «Ангела», Масаси Эбаре (Хоэнхайм Элрик из «Стального алхимика») как «Райдэну» даже не нужна рубашка под мотоциклетной курткой. Нодзому Сасаки (Тэцуо из «Акиры») — Асура, длинноволосый глэм-рокер, один из немногих, у которого нет транспортного средства (противотанкового мотоцикла). Кумико Хиронака (Люцифер) с меньшим опытом озвучивания истерично выкрикивает на ломаном английском «Don't tatchi me!», что в контексте звучит оскорбительно. В субтитрах главные кукловоды называются «американскими корпорациями», тогда как в японских диалогах отчётливо слышно слово «yudaya». Настоящие злодеи, которые имеют наглость бросить вызов законному и предначертанному господству японской науки и промышленности, — еврейские банкиры. В английском дубляже данная инсинуация удалена. Фальшивый акцент включает неспособность правильно произносить японские имена и добавление окончаний «er» в тех случаях, которые ни один американец не использует. Самая запоминающаяся реплика передаёт привет британскому сатирику Иэну Хислопу. Конец резко депрессивный: большая часть действующих лиц кроваво убита; хотя «Ангел» стала менее эгоцентричной, независимо от усилий героев, Япония всё равно движется к обрыву c чувством выполненного долга и облегчения. Если это лучший финал, который придумал «Сё» Аикава, то можно не смотреть последние две серии Genocyber. Вместо научно-фантастического боевика и политического триллера, Angel Cop обрушивает шквал возбуждающей крови и насилия в сочетании с одними из самых расистских, шовинистических и ксенофобских высказываний, когда-либо показанных в аниме. С другой стороны, есть достаточно свежих идей, повлиявших на другие качественные выпуски, чтобы не получить низкую оценку. Сериал не предназначен для детей, присвоен рейтинг NC-17. Также рекомендуются «Акира», Bubblegum Crisis, «Тетрадь смерти» и «Призрак в доспехах».